# Edwin Sutherland
Edwin Hardin Sutherland (nascido em 13 de Agosto de 1883 em Gibbon, Nebraska – falecido em 11 de Outubro de 1950 em Bloomington, Indiana) foi um renomado sociólogo estadunidense, que ganhou enorme reconhecimento pelo desenvolvimento da teoria criminal da associação diferencial e pela introdução do termo “crime do colarinho branco”, entre outras contribuições. Formou-se nas matérias de sociologia e economia política na Universidade de Chicago, em 1913.

## Carreira

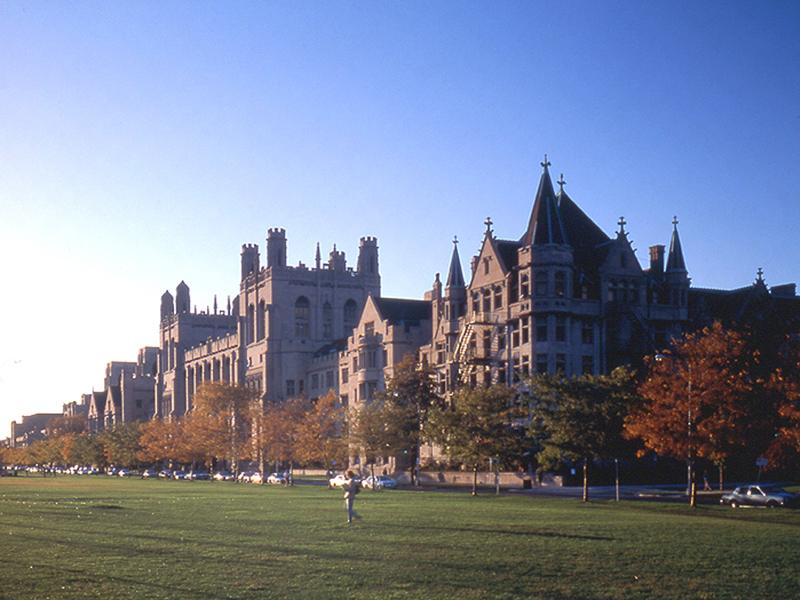
Universidade de Chicago, alma mater de Sutherland.

Sutherland viveu e estudou na juventude em Ottawa, Kansas e Grand Island, Nebraska. Em 1904 formou-se no Grand Island College, e depois ensinou latim, grego, história e pronunciação durante dois anos no Sioux Falls College na Dakota do Sul. Em 1906 deixou Sioux Falls para entrar na escola de graduação da Universidade de Chicago, onde recebeu seu doutorado em 1913. Ele mudou seu curso de graduação de História para Sociologia e Economia Política. Grande parte de seus estudos foram influenciados pela abordagem da Escola de Chicago no estudo do crime, que enfatizava fatores sociais e físicos do ambiente ao invés de características individuais ou genéricas como determinantes no comportamento humano. Também se inseriu na linha de pensamento sociológico do interacionismo simbólico.
Depois de formado, Sutherland passou pelas instituições de William Jewel College, Missouri (1913-19), Universidade de Kansas (1918), Universidade de Illinois (1919-25), até chegar à Universidade de Minnesota em 1925.
Sua reputação foi solidificada como um dos líderes da criminologia norte-americana durante seu período na Universidade de Minnesota, onde trabalhou de 1926 até 1929. Durante esse período, se dedicou a uma sociologia cujo foco era entender e controlar os problemas sociais. Em 1929, por meses, Sutherland estudou o sistema penal britânico durante uma passagem pela Inglaterra. Também em 1929, trabalhou como pesquisador no Bureau of Social Hygiene em Nova Iorque, antes de, em 1930, se tornar um pesquisador pela Universidade de Chicago. Em 1935 tomou lugar na Universidade de Indiana, onde permaneceu até sua morte em 1950, sendo responsável pela criação da Bloomington School of Criminology na instituição de Indiana.
Durante o seu tempo em Indiana, Sutherland publicou quatro livros, incluindo Twenty Thousand Homeless Men (1936), The Professional Thief (1937), a terceira edição de Principles of Criminology (1939), e a primeira edição de White Collar Crime (1949). Sutherland foi eleito presidente da Sociedade Sociológica Americana em 1939 e da Associação de Pesquisa Sociológica em 1940.

## Principais obras

### Principles of Criminology

#### Primeira parte
O livro em sua parte primeira busca a definição daquilo que se tem por criminologia e algumas considerações gerais acerca de seu estudo. Nele se define criminologia como o corpo de conhecimento acerca da delinquência e do crime enquanto fenômeno social. Sendo assim, fazem parte de seu estudo a análise do material legal, a forma como este é usualmente violado e as implicações deste processo. A partir disso, formulam-se teorias sobre comportamento delituoso, buscando-se descobrir aquilo que o enseja.
Importante destacar, que sendo a ultima ratio de intervenção do direito, a lei penal deve ter uma observância mais rigorosa do que as demais leis, devendo-se fazer clara qual é a punição aplicada a cada crime, exigindo-se que sejam  leis irretroativas, que sejam benéficas ao réu em caso de dúvida, etc. Ainda assim, percebe-se que o crime está longe de se difundir isento de problemas práticos na sociedade.
Destarte, o primeiro problema consiste no fato de que uma ínfima quantidade de crimes cometidos são descobertos e ainda muito menor é a quantidade destes que são julgados, pois muitos deles se perdem no meio do processo. Obviamente, existe uma injustiça nisso, pois alguns são condenados por seus atos, enquanto que outra parte permanece impune.
Outro problema inerente a este dado é que, ao dispormos de um sistema criminal ineficiente, quando não corrupto também, seja por conta das autoridades policiais ou das próprias autoridades judiciais, a tendência é que tenhamos ainda maiores injustiças. Basta que tenhamos em mente o fato de que pouquíssimos são os crimes de colarinho branco, ou seja, aqueles cometidos por pessoas influentes política e financeiramente, que são punidos e isso se deve ao fato de que é justamente por conta de que estas pessoas são influentes, que elas não são punidas. Ressalta-se, no entanto, que estes crimes são os mais danosos à democracia e aos direitos humanos e, por conseguinte, à sociedade de maneira geral.
Deste modo, é papel da criminologia revelar como o crime se dissemina pela sociedade e quais as características que o sustentam. Muitas foram as tentativas de sistematizar isto, o que deu origem às variadas escolas de criminologia existentes.
De maneira geral, podemos atribuir à escola clássica o fato de que os homens governam suas vidas a partir dos prazeres e dores que auferem de seus atos. Assim, a vantagem que obtiver de um crime deve ser combatida pela punição, de modo a torná-lo desvantajoso. Beccaria, o mais famoso teórico desta escola, defende que todos recebam a mesma punição para o mesmo crime, algo que viria a ser alterado pelos neoclássicos no que concerne às pessoas de reduzida compreensão da realidade como crianças e loucos e considerar os limites da punição como estreitos ao invés de absolutos. A escola social busca na pobreza e na desigualdade as causas da criminalidade. Já as escolas tipológicas associam o crime a características de suas personalidades, tal como a corrente lombrosiana que associa o crime a certas características físicas, ditas atávicas. Vale ressaltar, por fim a escola sociologia, justamente por esta talvez ser a mais variada de todas, pois busca saber quais são os processos que motivam o comportamento criminoso, já que o comportamento criminoso em si não é substancialmente distinto do comportamento humano de um modo geral.
Percebe-se das mais variadas escolas de pensamento criminal que a criminologia não se estrutura como uma ciência, faltando-lhe para tanto que seja mais bem organizada, bem como traga a integração dos fatores que efetivamente são determinantes ao crime. Não é possível sustentar que aspectos ditos essenciais ao comportamento criminoso sejam descobertos em não criminosos e vice-versa. Há, pois, um problema de abordagem teórica.

##### Associação diferencial
Buscando justamente a alteração do meio de se analisar a criminalidade, Sutherland, na edição de 1939, trouxe a teoria da associação diferencial. Nela não se analisa mais o crime e dele se buscam as características intrinsecamente, mas sim da interação social desenvolvida pelo criminoso é que se busca justificar o seu comportamento. Tal teoria até hoje não encontrou substituta quando se tratam de crimes associativos e, mais importante, do fenômeno do crime organizado. Ela é constituída dos seguintes pontos:
1. O comportamento criminoso é aprendido, ou seja, não é algo inato, diferente do que dizem os lombrosianos;
2. É aprendido com a interação com as outras pessoas em um processo de comunicação;
3. Ocorre principalmente dentro dos grupos privados, sendo para este sentido pouco significativos os papeis desempenhados por filmes, jornais, etc para o comportamento criminoso;
4. Compreende as técnicas , orientação de motivos, impulsos, etc;
5. A orientação específica  de motivos e impulsos é aprendida a partir de definições positivas ou negativas dadas aos códigos legais;
6. O fato de a pessoa se tornar delinquente se deve ao excesso de definições em favor da violação da lei sobre aquelas em oposição à infringência desta;
7. Associações diferenciais podem variar em frequência, duração, prioridade e intensidade;
8. O processo de aprendizagem pela associação com padrões criminosos e  não criminosos envolve todos os mecanismos presentes em todos os tipos de aprendizagem;
9. Crime não pode ser definido pelas necessidades gerais e valores ao passo que o comportamento criminoso também o é.

Resumindo, todo comportamento para esta teoria decorre da associação com os outros e não apenas o comportamento criminoso (decorrência do item 6). Em sendo assim,  as fontes motivacionais aos criminosos são as mesmas daquelas para não criminosos, já que a fator determinante está nas interações que serão estabelecidas. Daí o exemplo do garoto sociável quem, em uma área de elevada taxa de delinquência, tem elevadas chances de desenvolver um comportamento criminoso, enquanto que um garoto antissocial não se misturará com as pessoas delinquentes, o que não o tornará delinquente. Se analisássemos um a um, do ponto de vista de suas características, talvez o resultado fosse o oposto.
Mesmo tendo sido revolucionária, a teoria da associação diferencial está longe de ser perfeita e levanta críticas. As mais comuns são: omite-se a consideração do livre arbítrio, ignora-se o papel da vítima, não se especifica a origem do crime, não é interdisciplinar e assume que todos tem igual acesso a padrões criminosos e não criminosos. Ademais, diz-se que esta teoria perde aplicação ao tratarmos de criminosos ruralistas, criminosos do colarinho branco, criminosos passionais, etc. Ainda não sendo perfeita, essa teoria é a que melhor explica o crime como um ente social e não individual.

##### Organização social diferencial
O conflito é considerado como uma forma de desorganização social, em que o indivíduo se vê confrontado com metas sociais. Deste modo, o certo e o errado se diluem e variam de grupo a grupo. De fato, o correto dentro de uma gangue difere do correto em um grupo de advogados.
Podemos citar o individualismo, o qual decorre de uma herança das revoluções democráticas, nas quais se lutava contra o autoritarismo do governo, como uma das principais causas do desrespeito ao bem comum em face de interesses egoístas. O problema é que a efetividade das leis se torna comprometida, pois na busca de satisfazer a ambição econômica, muitas vezes os fins passam a justificar os meios, numa verdadeira deturpação moral.
O fato de que a riqueza se tornou um fim em si e, principalmente, não estando todos aptos a persegui-la igualmente, ela se torna motivo suficiente para que seja alcançada, não importando como. Deste modo, as regras para a delinquência surgem conectadas com diferenças entre aspirações culturais ao sucesso e as oportunidades para alcançá-lo.

##### Análises diversas
A partir do capítulo 6 do livro, busca-se, por meio de análises estatísticas, a forma como o crime se concentra na sociedade e busca-se analisar como diversas características respondem à criminalidade.
Importante destacar que essas características não são hereditárias ou físicas, pois todas as teorias nesse sentido sofrem de imprecisão conceitual e não são minimamente sustentáveis se confrontadas. Basta que se tenha em mente que sequer estudos feitos com gêmeos idênticos e não idênticos se fizeram conclusivos, de modo a evidenciar o quão pouco influencia a hereditariedade no crime.
As estatísticas, por outro lado, se fidedignas, tem a vantagem de não serem contaminadas teoricamente, possibilitando informações importantes. Mais importante ainda é destacar que o gênero, a idade, a condição econômica e o grau de integração familiar não são condições diretas para a produção de crimes. Na verdade, o que é aparente dessas características é que elas são significantes ao quanto de influência exercem na interação social.
Portanto, dizer que homens tem índices criminais superiores aos de mulheres, o que as estatísticas comprovam, de modo algum faz do sexo masculino mais predisposto ao crime, mas sim revela que os papeis sociais de ambos os gêneros fazem com que homens tenham mais interações que ensejam o comportamento criminoso. Igualmente, são os jovens os mais propensos ao cometimento de crimes, justamente porque na juventude é que se concentram as interações criminosas, como as de gangues, por exemplo.
Considera-se também no livro que negros e nativos possuem índices de criminalidade maiores do que brancos e estrangeiros, respectivamente. Isso decorre da segregação social a que são submetidos os negros, que acabam por desenvolver associações com o crime. Vale ressaltar que essas características trazidas pelo texto são variáveis pela condição social, mas sem dúvida elas explicam melhor o crime do que as teses que associam o crime a uma condição social como a pobreza.
O texto também analisa a crença de que o comportamento criminoso se deve a características patológicas ou aspectos da personalidade. Afirma-se de que a visão neolombrosiana de que o crime ocorre devido a uma forma de psicopatia não mais se justifica do que a própria teoria lombrosiana. De fato, estudos acadêmicos já tornaram evidente que traços da personalidade não influenciam diretamente a criminalidade. O que é muito mais relevante é o pano de fundo social, tanto que pessoas que não sejam psicopatas podem muito bem se tornarem criminosos.
Outra análise é acerca do fato de que áreas urbanas apresentam maiores taxa de crimes do que áreas rurais. Evidentemente, isso se deve ao fato de as cidades oferecerem muito mais oportunidades ao crime, já que a vida nela se caracteriza pelo variado conflito de normas e valores, a rápida mudança social, elevada mobilidade da população e a ênfase absurda nos bens materiais e no individualismo. Vale ressaltar que se torna ainda mais propícia ao crime em bairros periféricos, onde essas características são ainda mais problemáticas e graves.
Analisa-se também o papel da família no desenvolvimento de crianças que virão a ser criminosas. Em geral, contribuem para tanto quando não há controle parental, quando outros membros são criminosos ou bêbados e quando enfrentam dificuldades econômicas. O principal problema nesse sentido é a falta de disciplina, propiciando à criança que venha a interagir com pessoas criminosas.
Por fim, conclui-se repetindo o fato de que as causas do crime se encontram primeiramente no campo das interações pessoais, as quais se confinam quase inteiramente nas comunidades locais e vizinhanças. Sendo assim, não há influência direta das instituições sociais, a exemplo da economia, governo, religião e educação na causa do crime. Isso não quer dizer, no entanto, que essas instituições não tenham significância para o comportamento criminoso. Na verdade, muitas delas influenciam indiretamente a organização social e os padrões de interação nas comunidade locais e, por conseguinte, no crime.

#### Segunda parte
Na segunda parte da obra Principles of Criminology, denominada “O processamento da delinquência e do crime”, Sutherland realiza uma análise minuciosa da política criminal, desde seus fundamentos teóricos, como as funções da pena, passando pelos processos de identificação do criminoso, da condenação, do cumprimento da pena e a análise de questões posteriores como a reinserção social do criminoso e o fenômeno da reincidência.

##### Política criminal
A análise de Sutherland acerca da política criminal é bastante crítica. Ela evidencia que a política criminal se baseia, historicamente, em diferentes percepções ou correntes de pensamento. Afirma ainda que, embora seja possível observar a preponderância de umas sobre outras em períodos distintos, a política criminal é, em realidade, contraditória, integrando essas diferentes vertentes que são, muitas vezes, antagônicas. Por exemplo, Sutherland realiza a distinção entre a corrente que denomina punitiva e a corrente intervencionista; a primeira se preocupa com a punição, enquanto a segunda com aspectos preventivos e ressocializantes. Sutherland também observa a existência de duas abordagens diferentes dentro da escola positiva de criminologia: uma é o crime como fenômeno individual, e que, portanto, deve ser tratado de maneira individualizada, enquanto que a outra entende o crime como fenômeno social-psicológico, produto de “relações de grupo”, e que, assim, exigiria da política criminal a alteração de estruturas sociais para a efetiva diminuição da criminalidade.
Constatando a dinâmica de competição entre teorias criminológicas, Sutherland afirma que a política de punição varia historicamente, e aponta a ausência de consenso acerca do que motiva essa variação. Entretanto, disserta sobre as principais teorias que intentam explicá-la, como a Teoria da Consistência Cultural (que atribui a variação a mudanças culturais na sociedade, como a de “limites morais”), a Teoria do Bode Expiatório (que atribui a variação às diferentes formas de sublimação dos instintos sexuais e agressivos de uma sociedade, sendo a punição do crime uma delas) e a Teoria da Estrutura Social (que atribui a variação às distintas maneiras de organização do trabalho, mercado, mão de obra, etc).
Sutherland contribui na explicação da variação histórica das políticas criminais, primeiramente, ao evidenciar que ela é, em grande medida, produto do embate entre as diferentes correntes de pensamento, as quais são mais favorecidas ou desfavorecidas em razão de diversos fatores. Ele explica que, quanto menos uma sociedade busca explicações para as causas do crime, mais ela enfatiza a repressão e a punição na sua política criminal, sendo esse um exemplo de como a cultura, estrutura e ânimo sociais interferem nas políticas de punição. Além disso, Sutherland afirma que a coexistência de distintos raciocínios criminológicos não é impeditiva de inovação nas políticas criminais; ao contrário, é isso que permite o surgimento de novas abordagens ao problema do crime mediante a descentralização das decisões em função da duplicidade de valores que fundamentam a política criminal. Ele também busca conciliar a aparente incongruência de uma política criminal que integra simultaneamente elementos punitivos e intervencionistas pela sua análise segundo o seu conceito de associação diferencial. Entendendo que o crime ocorre ou deixa de ocorrer em função do conflito entre estímulos e desestímulos a “comportamentos criminosos”, Sutherland defende aprovação à conduta não criminosa sob a forma de uma política intervencionista e, ao mesmo tempo, a desaprovação do crime sob a forma de uma política punitiva. Nesse último caso, contudo, o autor deixa claro que a punição não é o único meio para a expressão da desaprovação do crime, havendo outros, mais pacíficos, como por exemplo o aconselhamento (“counseling”), método presente no tratamento da delinquência juvenil.

##### Parcialidade do sistema penal e etiquetamento
Sutherland é também crítico ao examinar a inclinação punitiva do sistema penal, evidenciando, por exemplo, a deficiência da defensoria pública, que deve conciliar a defesa do réu com exigências burocráticas, bem como o ânimo condenatório de promotores e juízes. Além disso, observa que a política criminal é parcial com a constatação estatística de que a maioria dos crimes não é identificada e nem punida, e que aqueles que eventualmente são condenados como criminosos passam antes por filtros sucessivos, como a apreensão policial, o julgamento, e assim por diante. Cada um desses filtros é responsável por realizar uma seleção, de modo a punir mais uns do que outros, o que torna o sistema parcial. É essa mecânica que também permite, segundo o autor, que certos crimes gozem de maior impunidade, como é o caso com crimes de colarinho branco, objeto aprofundado de seu estudo acadêmico. Reforçando essa tese, Sutherland identifica estatisticamente, nos Estados Unidos, a maior probabilidade de condenação de indivíduos negros em comparação com brancos, ou de pobres em comparação com ricos, e assim em diante, em função da seletividade desses filtros. Essa análise fundamenta o conceito de “etiquetamento” (“labeling approach”) elaborado por Sutherland. A Teoria do Etiquetamento Social, com base nessas observações, conclui que o crime não existe como objeto dado, mas como objeto socialmente construído (à exceção de um número reduzido de crimes, em geral os mais violentos, como o homicídio), denunciando, assim, que os crimes são definidos por estruturas de poder arbitrárias. Essa teoria revoluciona o pensamento criminológico e é pioneira ao debruçar-se não sobre as causas do crime, mas sobre as suas condições. Ela também contribui para explicar o fenômeno da impunidade dos mais ricos: muitas vezes o crime de colarinho branco sequer é entendido como tal, o que, mais uma vez, revela a arbitrariedade da política criminal e do sistema penal dela resultante.

##### Outras teorias
Ao descrever a cultura prisional, isto é, a cultura daqueles dentro das prisões, Sutherland identifica também a presença de “subculturas” que atuam como estimulantes ou desestimulantes ao comportamento criminoso. Ele opõe, por exemplo, a “subcultura do ladrão”, em que o indivíduo se compromete com uma vida ou carreira criminosa, com a “subcultura honesta”, cujos valores fazem referência a elementos exteriores à prisão e ao crime. Desse modo, Sutherland se afigurou como expoente da Teoria das Subculturas e das Teorias do Curso de Vida (“Life Course”) da criminologia etiológica. A primeira entende que determinadas subculturas favorecem o crime, e a segunda que entende a vida criminosa como uma carreira. Em conjunto, essas teorias reforçam a teoria da associação diferencial elaborada por Sutherland, que afirma que o crime, em certa medida, é aprendido.

### White-Collar Crime
A expressão “crime do colarinho branco” tornou-se parte do vocabulário inglês pela primeira vez quando Edwin Sutherland, em 1939, no discurso intitulado The White colar criminal, proferido à Sociedade Americana de Sociologia, desprezou as teorias tradicionais da então criminologia que culpavam a pobreza, famílias má estruturadas e distúrbios de personalidade, mostrando que muitos dos criminosos do mundo dos negócios se encontravam longe da pobreza, haviam pertencido à famílias felizes e não apresentavam nenhum sinal de insanidade.
Após dez anos de pesquisa, Sutherland publicou o livro White Collar Crime (1949), que documentou os crimes perpetrados pelas 70 maiores empresas privadas americanas e de mais 15 companhias de utilidade pública, o que fez com que a editora se recusasse a publicar o nome de tais empresas temendo processos, nomes que só seriam divulgados 34 anos depois numa edição sem cortes.

#### Crime de colarinho branco
O crime do colarinho branco é definido pelo autor como um crime cometido por uma pessoa respeitável, e de alta posição (status) social, no exercício de suas ocupações (página 9), tal definição que, se por um lado é aplaudida por expandir o foco das ciências sociais, por outro, é amplamente criticada por diversos cientistas sociais e experts que a caracterizam como ambígua nos ambientes conceituais, empírico, metodológico, legal e político, o que será analisado em tópicos posteriores.
O livro passa então, a fazer uma detalhada investigação das violações de certas leis pelas principais companhias, o que toma o maior conteúdo da segunda e terceira partes de seu livro (Records of Seventy Large Corporations e Public Utility Corporations). Uma interessante passagem presente neste ponto do livro é aquela em que se estuda se pode o crime do colarinho branco ser realmente considerado crime. Segundo Sutherland, além de tribunais especiais, penas mais brandas feitas por aqueles que estão na mesma classe social dos criminosos, entre outras razões, o que existe é uma implementação diferencial da lei, que decorre num fenômeno de minimização do estigma de crime para essas transgressões, que são tratados como se não fossem crimes de verdade.
O autor afirma que três são os principais fatores que ajudam nessa implementação diferencial da lei, o status dos homens de negócio, o que faz com que se tema antagoniza-los, a tendência à diminuição ou extermínio das punições penais, que se torna mais evidente justamente nessa área dos crimes do colarinho branco, e a maior dificuldade do público de ressentir tais crimes, que não tem vítima específica e traz adversidades muito pequenas no plano individual.
Também é interessante a conclusão de que o crime do colarinho branco é crime organizado ( já na parte IV do livro), o que é mostrado pela análise dos fatos de que a maioria dos infratores é reincidente, seu comportamento ilegal é praticado deliberadamente pela maioria da indústria, e não há perda de status entre os homens de negócios quando se é condenado por esse tipo de violações, ou seja, por essas e outras razões, se enxerga um certo tipo de consenso entre os homens de negócios. Isso não significa necessariamente que as violações não possam ser ocasionalmente feitas de maneira inadvertida, mas que uma parte substancial das violações é programada, deliberada e organizada.
A tese principal do livro é mostrada no capítulo 14 (A Theory of White Collar Crime) onde são apresentadas evidências que corroboram com a famosa Differential Association Theory de Edwin Sutherland (teoria da associação diferencial). Primeiro são afixados documentos pessoais de pessoas advindas de boas famílias e vizinhanças, que não tinham antecedentes criminais e que, ao entrar no mundo dos negócios e conhecer por meio de outros, seus meios, são introduzidos à criminalidade de colarinho branco, absorvendo ideologias e atitudes que são tidas como senso comum do meio em que passam a viver. O autor passa então à análise da difusão das práticas ilegais, que é o segundo tipo de evidência a mostrar que o crime do colarinho branco se deve a associação diferencial, apontando à necessidade das companhias em acompanhar as práticas, mesmo que ilícitas, que sejam mais lucrativas. Diferentemente dos dois fatores analisados até este ponto, que corroboram para a prática dos crimes, o autor passa a enumerar aqueles que distanciam os potenciais infratores do crime (Isolation), como a pouca publicação por parte da imprensa de matérias que lidam com esse tipo de crime e a existência de um governo conivente com tais atividades, por ser formado de homens de negócios ou por pessoas de mesma classe social.

#### Teorias propostas
A teoria da associação diferencial é, então, a que determina que a criminalidade é ensinada em direta ou indireta associação com aqueles que já praticam o comportamento criminoso. Se uma pessoa vai ou não ser criminosa, vai ser determinado pela frequência e intimidade do contato com pessoas criminosas. Este é o processo de associação diferenciada.
Ainda é demonstrada outra hipotética explicação ao crime, desta vez do ponto de vista da sociedade, que é a da desorganização social. De acordo com esta explicação, a sociedade não estaria organizada de maneira sólida contrariamente aos comportamentos criminosos, o que resultaria, afetando as duas classes sociais, em mais uma espécie de incentivo à criminalidade. Devido a certa imprecisão desta definição e impossibilidade de verificação empírica, essa teoria é vista pelo autor como insatisfatória.
A conclusão do livro mostra que foi o objetivo deste primeiramente apresentar evidências de que pessoas das altas classes sociais também praticam crimes e que esses crimes também deveriam ser incluídos nas teorias de comportamento criminoso, e, em segundo lugar, tendo em vista as evidências reunidas, apresentar novas hipóteses que possam explicar todo comportamento criminoso, de colarinho branco ou não.

#### White-collar criminality
Num artigo publicado em 1940, por Edwin Sutherland, intitulado White-Collar Criminality, esta conclusão, acrescentada de outros pensamentos e proposições feitas no livro como um todo, é apresentada na forma das seguintes afirmações:
1. A criminalidade de colarinho branco é criminalidade, sendo em todos os casos violação de lei criminal.
2. A criminalidade de colarinho branco é diferenciada da criminalidade das classes sociais baixas principalmente pela implementação diferencial da lei criminal, que é feita de maneira a segregar os criminosos de colarinho branco dos outros criminosos administrativamente.
3. As teorias dos criminologistas de que o crime se dá devido à pobreza ou condições psicopáticas ou sociopáticas estatisticamente associadas à pobreza são inválidas, pois primeiro são derivadas de números parciais, não se aplicam aos criminosos de colarinho branco e nem explicam a criminalidade das classes sociais baixas, pois os fatores não se relacionam à criminalidade como um todo.
4. Se faz necessária uma teoria que explique tanto a criminalidade de colarinho branco como a das classes sociais mais baixas.
5. Uma hipótese dessa natureza é sugerida nos termos da associação diferenciada e da desorganização social.

#### Evolução do tema
Sutherland não foi o primeiro a trabalhar com os crimes cometidos por aqueles das classes sociais mais altas. Na obra Sin and Society (1907), E.A. Ross utilizou o conceito de "criminalóide" como o mais perigoso inimigo da sociedade, muito mais que o simples ladrão, pois o criminalóide, homem de negócios que comete atos criminosos, opera em escalas muito maiores e mais danosas. Sutherland, com seus posteriores trabalhos, voltou a chamar a atenção ao fato de que crimes também são cometidos nas classes altas da sociedade.
Sutherland também não foi o último a lidar com o crime do colarinho branco, após sua publicação, muitas foram as novas definições e teorias que visaram explicar esse novo fenômeno que era apresentado à criminologia.
Na década de 1970 os criminologistas Marshall Clinard e Richard Quinney publicaram a obra Criminal Behavior Systems, que, tomando por base o trabalho de Sutherland propôs a divisão do crime do colarinho branco em dois tipos distintos: crime corporativo e crime ocupacional. Com essa medida, Marshall e Richard deram um importante passo rumo à desambiguação da definição anteriormente posta, e deram gás a muitos outros trabalhos e definições que nas décadas seguintes seriam dadas ao tema.

#### Críticas
De um lado, Sutherland foi aclamado por expandir o foco das ciências sociais ao incluir como matéria de análise os crimes cometidos por aqueles das mais altas classes sociais, mas por outro lado, foi amplamente criticado pela maneira que definiu o chamado crime do colarinho branco.
As críticas se centralizaram em volta de cinco ambiguidades: conceitual, empírica, metodológica, legal e política, ou de diretriz.
Conceitualmente, a definição é dada como falha por críticos (Robin, 1974) por sua extrema vagueza, que gerou inúmeras interpretações amplamente confusas por estudantes mundo afora. Empiricamente, se discute que o conceito dado não reflete a realidade, seja por subestimar a influência da pobreza em outras formas de criminalidade, seja pelo fato de que ao ter como foco o ofensor, não sejam bem definidas as ofensas. Metodologicamente, a crítica recai no fato de sua pesquisa ter coletado qualquer tipo de dado criminal obtido em locais de trabalho das empresas pesquisadas, crimes que nem sempre eram cometidos pelos homens de negócios, mas também pelos trabalhadores. Legalmente, se criticou o peso sociológico que influencia a definição, que de acordo com essa corrente crítica, deveria se apoiar em conceitos legais. Finalmente, politicamente, se critica que a vagueza da definição, que seria muito voltada ao âmbito acadêmico, prejudicaria a criação de políticas para o combate da criminalidade do colarinho branco.
Sutherland obtinha o conhecimento de que sua definição era de certa forma marcada pela vagueza, mas acreditava que era necessariamente vaga visando promover uma evolução na discussão do assunto. E isso ocorreu.

## Influência na criminologia
As teorias centrais da obra de Edwin Sutherland, tal qual explicitado nos trechos anteriores,  serviram de grande paradigma frente as novas teorias criminológicas da atualidade.
Nos EUA, autores como David Weisburd e Elin Waring, contrapõem o fato de Sutherland não ter conseguido trazer maior atenção para os crimes de colarinho branco, já que estes continuavam a ser tratados como uma excepcionalidade, invocada sobretudo para criar um contraste com os crimes comuns e os criminosos de rua, que continuava a dominar as pesquisas e teoria sobre o crime.
No Brasil, dentro do âmbito do Direito Penal, a principal influência surtiu efeito nos crimes econômicos em estudos como da penalista Cláudia Cruz Santos que alerta reinserindo o discurso de Sutherland:  “mesmo nos casos em que a notícia do crime do colarinho branco chega ao conhecimento da polícia, pode não se verificar o empenho necessário à conveniente investigação. A complexidade das infrações, os custos da investigação e, sobretudo, a valoração feita pela própria polícia quanto à menor gravidade da conduta são desincentivadoras de uma intervenção efectiva. E é neste momento que funcionam os próprios preconceitos dos policiais: numa conjuntura de insuficiência dos recursos face ao número de casos a investigar, há que fazer escolhas; as representações dominantes sobre os crimes mais perniciosos para a comunidade e sobre os agentes nos crimes comuns que têm maior visibilidade”.
Howard Becker, famoso estudioso da matéria nos EUA, dá uma afirmação paradigmática “este, claro, é um dos mais importantes pontos da análise de Sutherland do White-Collar crime: os crimes cometidos pelas sociedades são quase sempre processados como casos civis, mas o mesmo crime cometido por um indivíduo é normalmente tratado como uma ofensa criminal”.
Alessandro Baratta, grande sociólogo autor de a sociologia del diritto na Italia, atribuiu a Cloward, em um artigo publicado em 1959, proceder à síntese entre as concepções de Merton (fins culturais e meios institucionais) e Sutherland, nos seguintes termos:
"Entre os diversos critérios que determinam o acesso aos meios ilegítimos, as diferenças de nível social são, certamente, as mais importantes (...). Também no caso em que membros de estratos intermediários e superiores estivessem interessados em empreender as carreiras criminosas do estrato social inferior, encontrariam dificuldades para realizar essa ambição, por causa de sua preparação insuficiente, enquanto os membros da classe inferior podem adquirir, mais facilmente, a atitude e a destreza necessárias. A maior parte dos pertencentes às classes média e superior não são capazes de abandonar facilmente sua cultura de classe, para adaptar-se a uma nova cultura. Por outro lado, e pela mesma razão, os membros da classe inferior são excluídos do acesso aos papéis criminosos característicos do colarinho branco".[85]
Mas, a concepção de Sutherland pretende ser mais abrangente e geral do que a de Merton, dispondo-se a fornecer uma fórmula geral capaz de explicar a criminalidade das classes inferiores e também aquela de "colarinho branco". Referida fórmula residiria na afirmação de que qualquer conduta desviante é "aprendida em associação direta ou indireta com os que já praticaram um comportamento criminoso e aqueles que aprendem esse comportamento criminoso não têm contatos freqüentes ou estreitos com o comportamento conforme a lei". Para Sutherland, uma pessoa torna-se ou não criminosa de acorco com o "grau relativo de freqüência e intensidade de suas relações com os dois tipos de comportamento" (legal e ilegal), ao que chama propriamente de "associação diferencial".
Em suma, as teorias de Edwin H. Sutherland, principalmente aquela da associação diferencial, foram um divisor de águas inspirando criminólogos em nível nacional e internacional para expandir sua teoria de uma forma crítica e sem precedentes.